# Полидори, Паоло
Паоло Полидори (итал. Paolo Polidori; 4 января 1778, Ези, Папская область — 23 апреля 1847, Рим, Папская область) — итальянский куриальный кардинал. Секретарь Священной Консисторской Конгрегации и секретарь Священной Коллегии кардиналов с 1823 по 2 февраля 1831. Секретарь Конклавов 1829 года и 1830—1831 годов. Префект Священной Конгрегации дисциплины монашествующих с 21 ноября 1834 по 27 июля 1840. Про-префект Священной Конгрегации Собора с 27 июля 1840 по 15 сентября 1841. Префект Священной Конгрегации Собора с 15 сентября 1841 по 23 апреля 1847. Титулярный архиепископ Тарса с 22 января по 11 февраля 1844. Кардинал-священник с 23 июня 1834, с титулом церкви Сан-Эузебио с 1 августа 1834 по 8 июня 1839. Кардинал-священник с титулом церкви Санта-Прасседе с 12 июля 1841.